# Аґрус
А́ґрус (Ribes uva-crispa) — вид ягідних рослин родини аґрусових. Аґрус утворює кущі висотою до 1,5 м. Плоди (несправжня ягода) округлі або довгасті, забарвлені в білий, зелений, жовтий, рожевий, червоний або чорний колір, містять 6—12 % цукрів, вітаміни А, В і С. З зелених і напівстиглих ягід виготовляють компоти і варення; стиглі ягоди — добрий десерт і сировина для виробництва мармеладу, соків, вин, начинок для цукерок тощо. В Україні аґрус розводять в усіх районах. Плодоносить на 2—3-й рік. Урожайність 8—32 кг з куща.

## Етимологія
Українське  слово аґрус (староукраїнські форми XVIII ст. аґрестъ, аґрисъ) походить через пол. agrest (у XV–XVI «кисле вино з незрілого винограду», пізніше «аґрус») від італ. agresto («незрілий виноград»). Італійське слово, зі свого боку, походить від лат. agresta, що можливо, пов'язане з грец. άγωστις («кормова трава»).
Співзвучні назви рослини і в більшості інших слов'янських мов: біл. агрэст, чеськ. angrešt, словац. egreš.
Латинська видова назва uva-crispa означає «гроно чіпке» («виноград чіпкий»). Цікаво, що назви аґрусу в деяких слов'янських мовах походять від прасл. *grozdь(n-) («гроно»): серб. огрозд/ogrozd, хорв. ogrozd, болг. цариградско грозде, укр. заст. грозно.
Українські словники також містять такі діалектні синоніми:
- веприна[4]
- вепринник[5]
- оприни[6]
- космачки[7]

## Походження
Аґрус у дикому вигляді росте в деяких країнах Європи, Азії, а також Північної Америки. Велика кількість культурних сортів аґрусу отримані від родичів європейського, далекосхідного і деяких видів американського аґрусу. Українські культурні сорти виведені в основному з аґрусу звичайного, який росте в Європі. Вони відрізняються від сортів, отриманих від американських видів, розміром, красивим зовнішнім виглядом ягід і добрим смаком.

## Опис

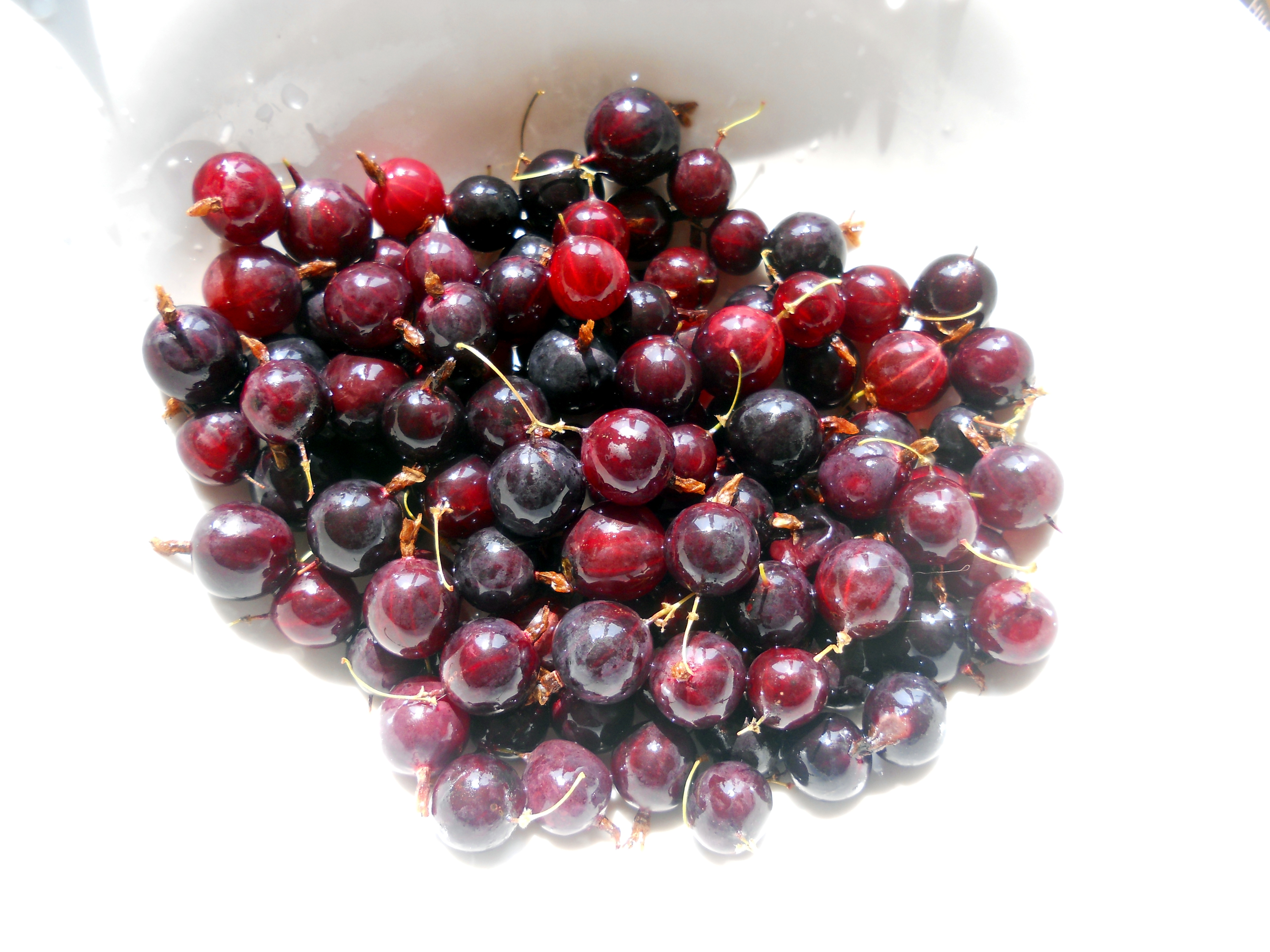
чорний аґрус

Аґрус — це кущ середньої висоти. На гілках, залежно від сорту, розташовані одинарні, подвійні або тройні шипи.
Суцвіття — грона, в гроні одна-дві, інколи три квітки. Зацвітає першим серед ягідних, із кінця квітня і до травня, триває від 10-ти до 20-ти днів, тому корисний для бджільництва. За наявності ранніх та пізніх сортів аґрусу взяток може значно збільшитися. Медопродуктивність за ідеальних умов може сягати до 70 кг/га, але через примхливу погоду під час цвітіння взяток падає до 35-40 кг/га. Бджоли збирають прозорий нектар та блідо-жовтий пилок. Для найкращого запилення плантацій аґрусу потрібно вивозити 0,5-1 бджолину сім'ю на 1 га для великоплідних сортів аґрусу, або 3-3,5 сімей для дрібноплідних.
Плоди (несправжні ягоди) різної форми і кольору, опушені і неопушені, з великою кількістю насіння. Чашечка не опадає.
Аґрус — багаторічна рослина. Гілки її живуть і добре плодоносять до 7-8 років; коренева система і основа куща можуть жити довше. Довговічність пояснюється особливістю його біології. Протягом багатьох років аґрус зберігає здібність давати пагони заміщення від основи куща. На цих пагонах нульового порядку наступного року виростають бокові розгалуження — пагони першого, другого, третього порядків, які несуть основний урожай. Ці молоді, добре розвинуті гілки заміщують старі, які потрібно вирізувати при перших ознаках старіння. Таким чином іде постійна заміна старих гілок новими, молодими.
Добрий ріст пагонів першого і вищих порядків особливо важливий для плодоношення куща. Чим більше буде гілок першого порядку і чим сильніший їх ріст, тим більшим у наступних роках буде урожай.

## Вирощування
Аґрус щорічно дає високі урожаї. Ягоди його смачні і корисні. В них, залежно від сорту, міститься від 5 до 15 % цукрів і 1-2 % корисних органічних кислот. За кількістю вітамінів аґрус поступається тільки смородині. Ягоди аґрусу багаті солями фосфору, заліза, кальцію.
Смак ягід аґрусу залежить від кількості цукрів, кислот, ароматичних речовин, від консистенції м'якоті, щільності і товщини шкірки, стану її поверхні (ворсистості і характеру ворсистості).

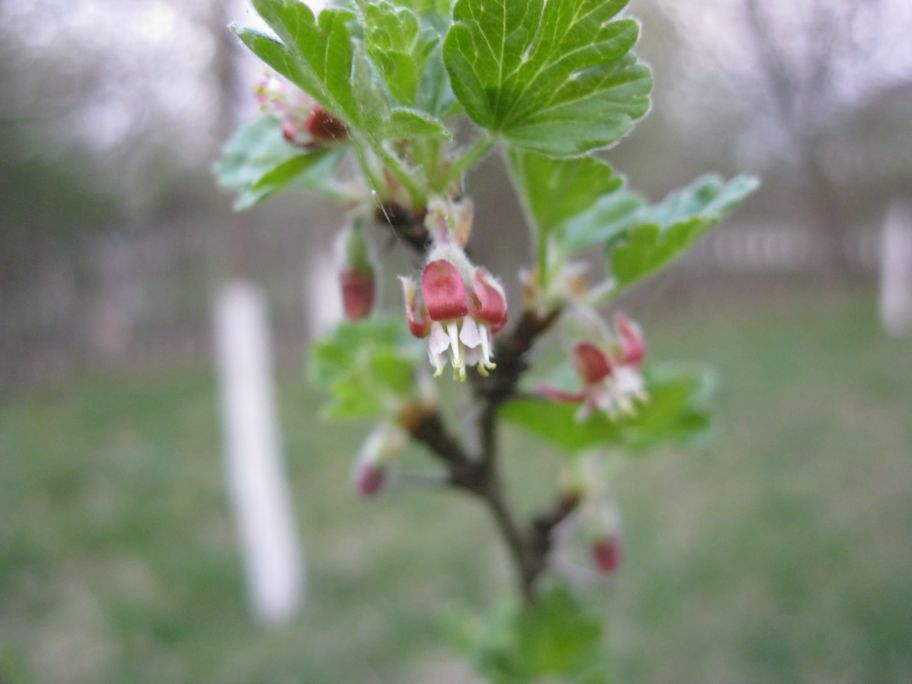
Цвітіння аґрусу.

Аґрус рано вступає в плодоношення. Уже через 1-2 роки після посадки кущі дають перші ягоди. З роками урожай швидко зростає, і на 6-7 рік після посадки кущі вступають в пору повного плодоношення. Аґрус при доброму догляді рясно плодоносить (200 ц ягід з 1 га). Окремі добре розвинені кущі дають по 25-30 кг ягід.
Аґрус — культура зимостійка. Але ті сорти, які погано переносять низькі температури, особливо в зими без снігу, як правило, весною затримуються в розвитку.
Аґрус реагує на умови догляду і ґрунтово-кліматичні умови. На занедбаних, неудобрених ділянках при поганому обробітку ґрунту і без обрізки кущі аґрусу стають старими у віці 12-15 років.
Плоди аґрусу звичайного містять цукор (глюкозу, фруктозу, сахарозу), вітаміни, органічні кислоти, флавоноїди, макро та мікроелементи, фенольні сполуки. Галенові препарати аґрусу звичайного мають жовчогінні, сечогінні та проносні властивості. У народній медицині застосовують при гіпертонії, атеросклерозі, набряках, холециститах, гепатитах, захворюваннях нирок і сечового міхура, ожирінні.
Серед природних шкідників — П'ядун аґрусовий.

## Гібриди
- З чорною смородиною — йошта.